# Franciszek Lefranc

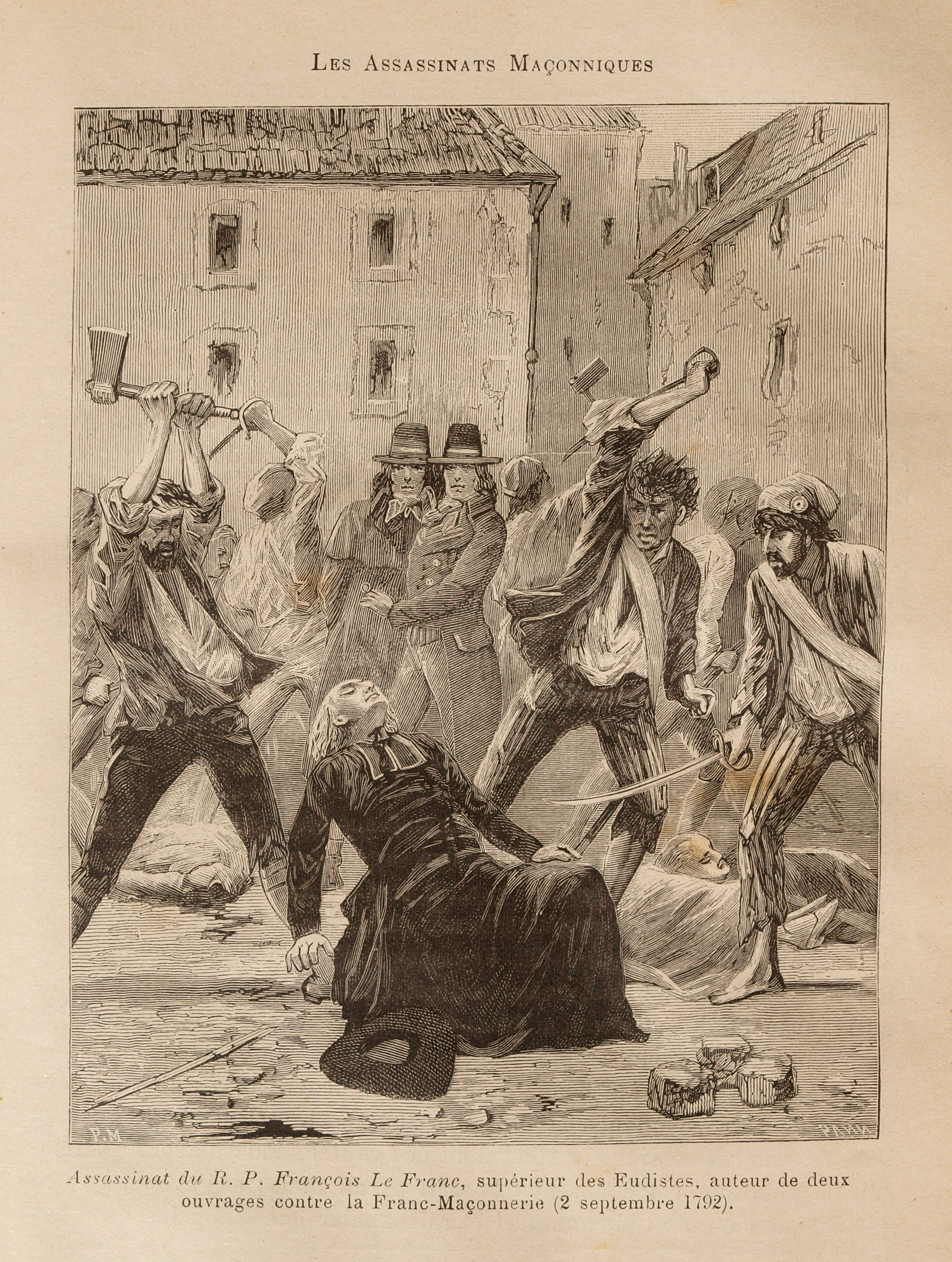

Franciszek Lefranc, (fra.) François Lefranc (ur. 26 marca 1739 w Vire, zm. 2 września 1792 w Paryżu) – błogosławiony Kościoła katolickiego, męczennik, ofiara prześladowań antykatolickich okresu francuskiej rewolucji.
Pochodził z rodziny rzemieślniczej zamieszkującej w diecezji Bayeux. W 1759 roku wstąpił do eudystów i w siedem lat później przyjął święcenia kapłańskie. Na polecenie miejscowego biskupa w 1768 roku rozpoczął kierowanie seminarium diecezjalnym w Coutances. Pełnił później obowiązki wikariusza generalnego. Aresztowany został w sierpniu 1792 roku za odmowę złożenia przysięgi na cywilną konstytucję kleru.
Był jedną z ofiar tak zwanych masakr wrześniowych, w których zginęło 300 duchownych i jednym z zamordowanych w klasztorze karmelitów 2 września 1792 roku. Zostawił po sobie dzieła historyczne, apologetyczne i traktujące o duchowości.
Dzienna rocznica śmierci jest dniem kiedy wspominany jest w Kościele katolickim.
Franciszek Lefranc znalazł się w grupie 191 męczenników z Paryża beatyfikowanych przez papieża Piusa XI 17 października 1926.